# Gauchy
Gauchy est une commune française située dans le département de l'Aisne, en région Hauts-de-France.

## Géographie
La commune de Gauchy se situe au sud de l'agglomération de Saint-Quentin, entre l'autoroute A26 et le canal de Saint-Quentin.
|        | Saint-Quentin |                      |
| Dallon | Gauchy        | Neuville-Saint-Amand |
|        | Grugies       | Urvillers            |

### Hydrographie

#### Réseau hydrographique
La commune est située dans le bassin Artois-Picardie. Elle est drainée par la Somme la rivière, le fossé des Allemagnes et le Rocourt,.
La Somme est un fleuve du nord de la France, en région Hauts-de-France, qui traverse les deux départements de l'Aisne et de la Somme. Il prend sa source dans la commune de Fonsomme et se jette  dans la Manche par la baie de Somme entre Le Crotoy et Saint-Valery-sur-Somme.

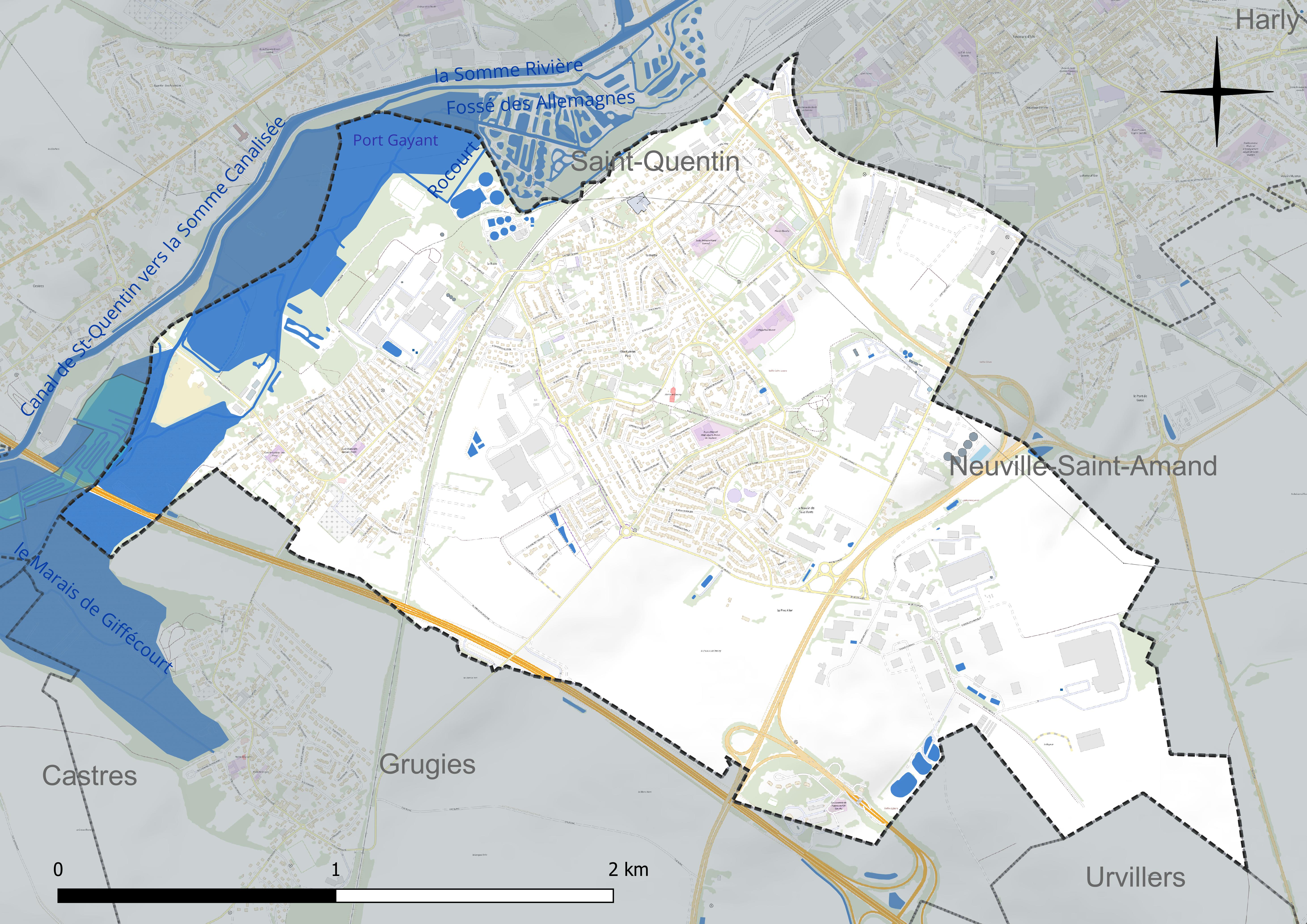
Réseau hydrographique de Gauchy.

#### Gestion et qualité des eaux
Le territoire communal est couvert par le schéma d'aménagement et de gestion des eaux (SAGE) « Haute Somme ». Ce document de planification concerne un territoire de 1 798 km2 de superficie, délimité par le bassin versant de la Haute Somme est constitué d'un réseau hydrographique complexe de cours d'eau, de marais, d'étangs et de canaux. Le périmètre a été arrêté le 21 avril 2006 et le SAGE proprement dit a été approuvé le 15 juin 2017. La structure porteuse de l'élaboration et de la mise en œuvre est le syndicat mixte d'aménagement hydraulique du bassin versant de la Somme (AMEVA).
La qualité des cours d'eau peut être consultée sur un site dédié géré par les agences de l'eau et l'Agence française pour la biodiversité.

### Climat
Pour des articles plus généraux, voir Climat des Hauts-de-France et Climat de l'Aisne.
En 2010, le climat de la commune est de type climat océanique dégradé des plaines du Centre et du Nord, selon une étude du CNRS s'appuyant sur une série de données couvrant la période 1971-2000. En 2020, Météo-France publie une typologie des climats de la France métropolitaine dans laquelle la commune est dans une zone de transition entre le climat océanique et le climat océanique altéré et est dans la région climatique Nord-est du bassin Parisien, caractérisée par un ensoleillement médiocre, une pluviométrie moyenne régulièrement répartie au cours de l'année et un hiver froid (3 °C).
Pour la période 1971-2000, la température annuelle moyenne est de 10,3 °C, avec une amplitude thermique annuelle de 14,7 °C. Le cumul annuel moyen de précipitations est de 707 mm, avec 11,2 jours de précipitations en janvier et 8,8 jours en juillet. Pour la période 1991-2020, la température moyenne annuelle observée sur la station météorologique la plus proche, située sur la commune de Fontaine-lès-Clercs à 5 km à vol d'oiseau, est de 10,8 °C et le cumul annuel moyen de précipitations est de 683,4 mm,. Pour l'avenir, les paramètres climatiques de la commune estimés pour 2050 selon différents scénarios d'émission de gaz à effet de serre sont consultables sur un site dédié publié par Météo-France en novembre 2022.

## Urbanisme

### Typologie
Au 1er janvier 2024, Gauchy est catégorisée ceinture urbaine, selon la nouvelle grille communale de densité à 7 niveaux définie par l'Insee en 2022.
Elle appartient à l'unité urbaine de Saint-Quentin, une agglomération intra-départementale dont elle est une commune de la banlieue,. Par ailleurs la commune fait partie de l'aire d'attraction de Saint-Quentin, dont elle est une commune de la couronne,. Cette aire, qui regroupe 120 communes, est catégorisée dans les aires de 50 000 à moins de 200 000 habitants,.

### Occupation des sols
L'occupation des sols de la commune, telle qu'elle ressort de la base de données européenne d'occupation biophysique des sols Corine Land Cover (CLC), est marquée par l'importance des territoires artificialisés (57,1 % en 2018), en augmentation par rapport à 1990 (39,9 %). La répartition détaillée en 2018 est la suivante : 
zones urbanisées (34,1 %), terres arables (26,6 %), zones industrielles ou commerciales et réseaux de communication (23 %), forêts (6,5 %), zones agricoles hétérogènes (5,6 %), zones humides intérieures (4,3 %).
L'évolution de l'occupation des sols de la commune et de ses infrastructures peut être observée sur les différentes représentations cartographiques du territoire : la carte de Cassini (XVIIIe siècle), la carte d'état-major (1820-1866) et les cartes ou photos aériennes de l'IGN pour la période actuelle (1950 à aujourd'hui).

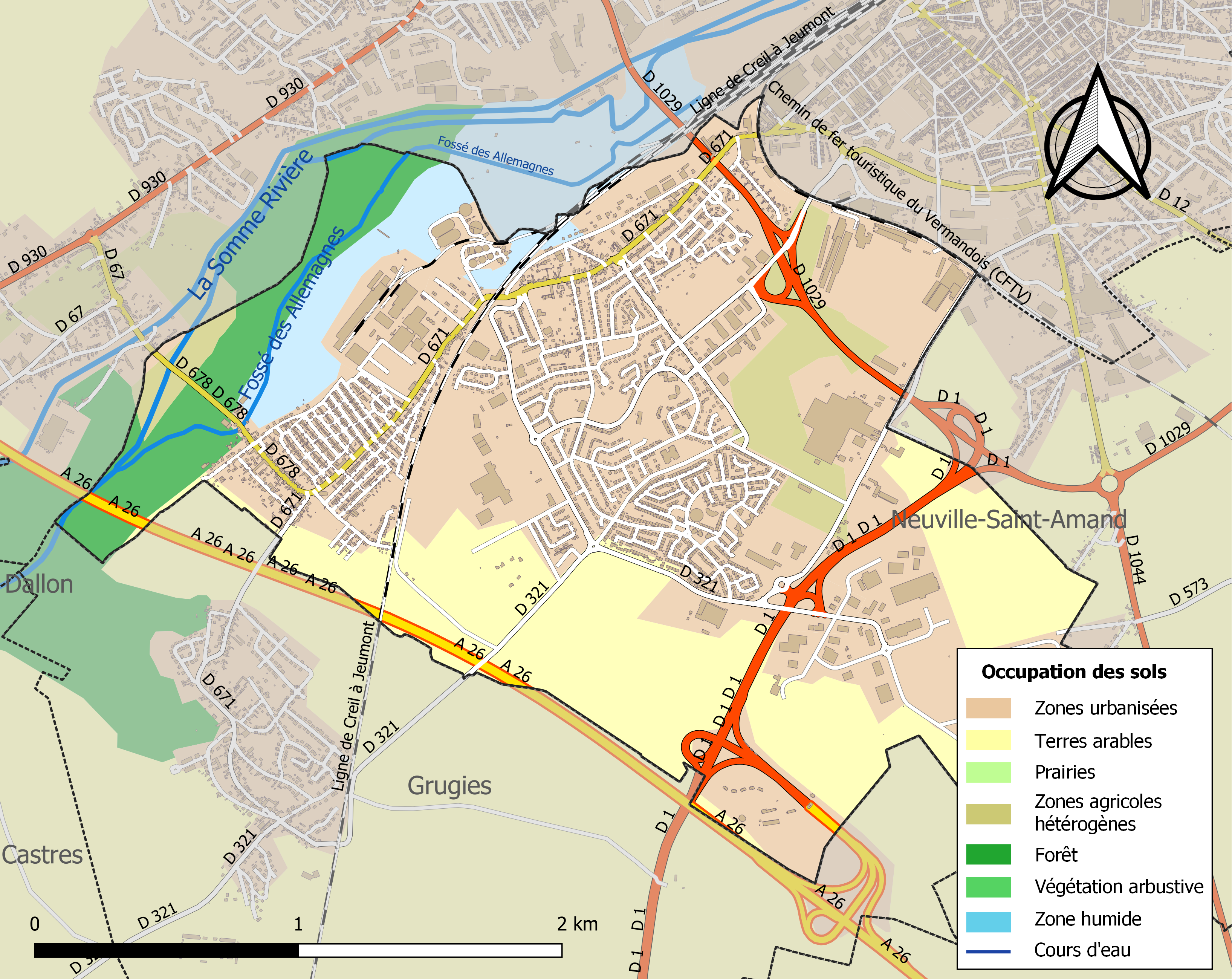
Carte de l'occupation des sols de la commune en 2018 (CLC).

## Toponymie
Le nom du village apparaît pour la première fois en l'an 1189, sous l' appellation de Gauchi, puis Gauci, Gaulchy sur la Carte de Cassini vers 1750 et enfin l'orthographe actuelle Gauchy.

## Histoire
|  |  |

Carte de Cassini

La carte de Cassini montre qu'au XVIIIe siècle, Gauchy, écrit Gaulchy, est une paroisse  située sur la rive droite de la Somme. Aucune route empierrée ne traverse le village. Deux passerelles en bois permettait de traverser les bras de la Somme.

Au nord-est, l'Abbiette était un hameau situé aux environs du Groupe sportif actuel.  Ce hameau est cité en 1216 sous le nom de Villa que dicitur Vetus, villa prope Sanctum-Quintinum, Vieville, Viefsville-emprès-Saint-Quentin, Vielville-lez-Saint-Quentin  en 1624 puis L'Abbiette sur la carte de Cassini.

A l'est est représenté un moulin à vent qui deviendra célèbre sous le nom de Moulin de Tous-Vents à la suite des combats meurtriers lors de la guerre franco-allemande de 1870. Ce moulin sera détruit par les Allemands en 1918.

## Politique et administration

La communauté d'agglomération du Saint-Quentinois dans le département de l'Aisne.

### Rattachements administratifs et électoraux
La commune se trouve dans l'arrondissement de Saint-Quentin du département de l'Aisne. Pour l'élection des députés, elle fait partie de la deuxième circonscription de l'Aisne.
Elle faisait partie depuis 1793 du canton de Saint-Simon avant d'être transférée en 1923 dans le canton de Saint-Quentin. Celui-ci a été scindé par décret du 23 juillet 1973 et la commune rattachée au canton de Saint-Quentin-Sud. Dans le cadre du redécoupage cantonal de 2014 en France, elle est désormais intégrée au canton de Saint-Quentin-3.

### Intercommunalité
La commune faisait partie de la communauté d'agglomération de Saint-Quentin, créée fin 1999 et qui et qui succédait au district de Saint-Quentin, créé le 9 février 1960, rassemblant à l'origine 11 communes afin notamment de créer et développer des zones industrielles.
Dans le cadre des dispositions de la loi portant nouvelle organisation territoriale de la République (Loi NOTRe) du 7 août 2015, qui prévoit que les établissements publics de coopération intercommunale (EPCI) à fiscalité propre doivent avoir un minimum de 15 000 habitants (sous réserve de certaines dérogations bénéficiant aux territoires de très faible densité), le préfet de l'Aisne a adopté un nouveau schéma départemental de coopération intercommunale par arrêté du 30 mars 2016 qui prévoit notamment la fusion de la  communauté de communes du canton de Saint-Simon et de la communauté d'agglomération de Saint-Quentin, aboutissant au regroupement de 39 communes comptant 83 287 habitants.
Cette fusion est intervenue le 1er janvier 2017, et la commune est désormais membre de la communauté d'agglomération du Saint-Quentinois.

### Politique environnementale
La commune a été récompensée par quatre fleurs au palmarès 2007 du concours des villes et villages fleuris. Elle conserve en 2015 cette distinction.

## Population et société

### Démographie

#### Évolution démographique
L'évolution du nombre d'habitants est connue à travers les recensements de la population effectués dans la commune depuis 1793. Pour les communes de moins de 10 000 habitants, une enquête de recensement portant sur toute la population est réalisée tous les cinq ans, les populations de référence des années intermédiaires étant quant à elles estimées par interpolation ou extrapolation. Pour la commune, le premier recensement exhaustif entrant dans le cadre du nouveau dispositif a été réalisé en 2005.

En 2022, la commune comptait 5 197 habitants, en évolution de −1,94 % par rapport à 2016 (Aisne : −1,97 %, France hors Mayotte : +2,11 %).
| 1793 | 1800 | 1806 | 1821 | 1831 | 1836 | 1841 | 1846 | 1851 |
| ---- | ---- | ---- | ---- | ---- | ---- | ---- | ---- | ---- |
| 169  | 298  | 266  | 322  | 348  | 340  | 317  | 351  | 366  |

| 1856 | 1861 | 1866 | 1872 | 1876 | 1881 | 1886 | 1891 | 1896 |
| ---- | ---- | ---- | ---- | ---- | ---- | ---- | ---- | ---- |
| 392  | 375  | 413  | 465  | 517  | 584  | 662  | 635  | 617  |

| 1901 | 1906 | 1911 | 1921 | 1926  | 1931  | 1936  | 1946  | 1954  |
| ---- | ---- | ---- | ---- | ----- | ----- | ----- | ----- | ----- |
| 569  | 504  | 507  | 574  | 2 529 | 3 078 | 2 451 | 2 672 | 3 112 |

| 1962  | 1968  | 1975  | 1982  | 1990  | 1999  | 2005  | 2006  | 2010  |
| ----- | ----- | ----- | ----- | ----- | ----- | ----- | ----- | ----- |
| 3 503 | 4 218 | 5 663 | 5 612 | 5 736 | 5 621 | 5 701 | 5 702 | 5 443 |

| 2015  | 2020  | 2022  | - | - | - | - | - | - |
| ----- | ----- | ----- | - | - | - | - | - | - |
| 5 335 | 5 216 | 5 197 | - | - | - | - | - | - |

#### Pyramide des âges
En 2021, le taux de personnes d'un âge inférieur à 30 ans s'élève à 31,9 %, soit en dessous de la moyenne départementale (34,5 %). À l'inverse, le taux de personnes d'âge supérieur à 60 ans est de 30,8 % la même année, alors qu'il est de 27,8 % au niveau départemental.
En 2021, la commune comptait 2 478 hommes pour 2 726 femmes, soit un taux de 52,38 % de femmes, légèrement supérieur au taux départemental (51,17 %).
Les pyramides des âges de la commune et du département s'établissent comme suit :
| Hommes | Classe d’âge | Femmes |
| ------ | ------------ | ------ |
| 0,4    | 90 ou +      | 1,2    |
| 8,2    | 75-89 ans    | 10,6   |
| 19,7   | 60-74 ans    | 21,4   |
| 21,4   | 45-59 ans    | 21,9   |
| 15,2   | 30-44 ans    | 16,1   |
| 17,0   | 15-29 ans    | 13,4   |
| 18,2   | 0-14 ans     | 15,5   |

| Hommes | Classe d’âge | Femmes |
| ------ | ------------ | ------ |
| 0,7    | 90 ou +      | 1,9    |
| 6,7    | 75-89 ans    | 9,5    |
| 18,1   | 60-74 ans    | 18,8   |
| 20,2   | 45-59 ans    | 19,6   |
| 18,1   | 30-44 ans    | 17,5   |
| 17,1   | 15-29 ans    | 15,2   |
| 19,2   | 0-14 ans     | 17,6   |

### Manifestations culturelles et festivités
Le Carnaval annuel : la 49e édition eut lieu le 8 mai 2016,.

## Économie
Les deux usines Loréal, Fapagau et Soprocos, emploient plus de 500 personnes dans l'activité parfumière en 2019.

## Culture locale et patrimoine

### Lieux et monuments
- Église Saint-Brice.
- Monument aux morts.
- La commune conserve plusieurs vestiges de son patrimoine industriel : 
  - Cité des cadres d'entreprise (logement du directeur et des ingénieurs des Textiles Artificiels de Gauchy), construite entre 1922 et 1928[41] ;
  - Cité ouvrière des Textiles Artificiels de Gauchy, construite en 1922, 1926, 1930 et 1936[42] ;
  - Usine de mécanique de précision MOPCO, puis Bull, puis usine de cosmétiques Soprocos, construite en 1929 et 1966[43] ;
  - Usine de construction mécanique des Ateliers de Constructions de Machines Agricoles Lefèvre, Leroy et Cie, construite en 1908 et 1921[44] ;
  - Usine de fibres artificielles de la Cie Nouvelle des Applications de la Cellulose, Comptoir des Textiles Artificiels, Soie Artificielle de Gauchy, Rhône Poulenc Textiles, puis Tergal Fibres et parfumerie, construite en 1922, 1930 et 1986[45] ;
  - Ancienne filature de coton Georges Morel et Cie, Filature et Tissage de Gauchy, filature de la Cotonnière de Moislains, usine de produit textile non tissé SODIMATEX, construite dans la première moitié du XXe siècle[46].

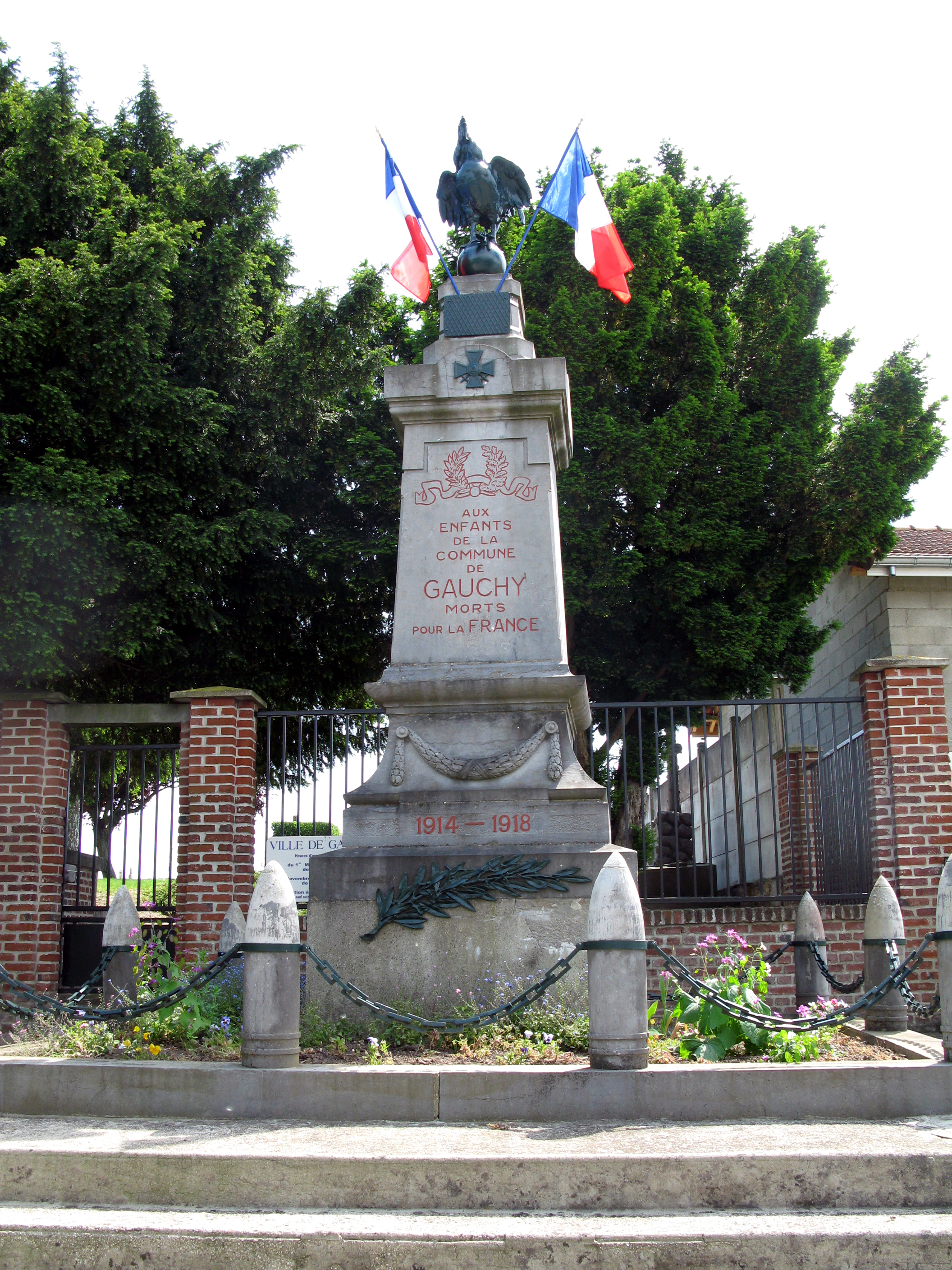
Le monument aux morts est à proximité de l'église.
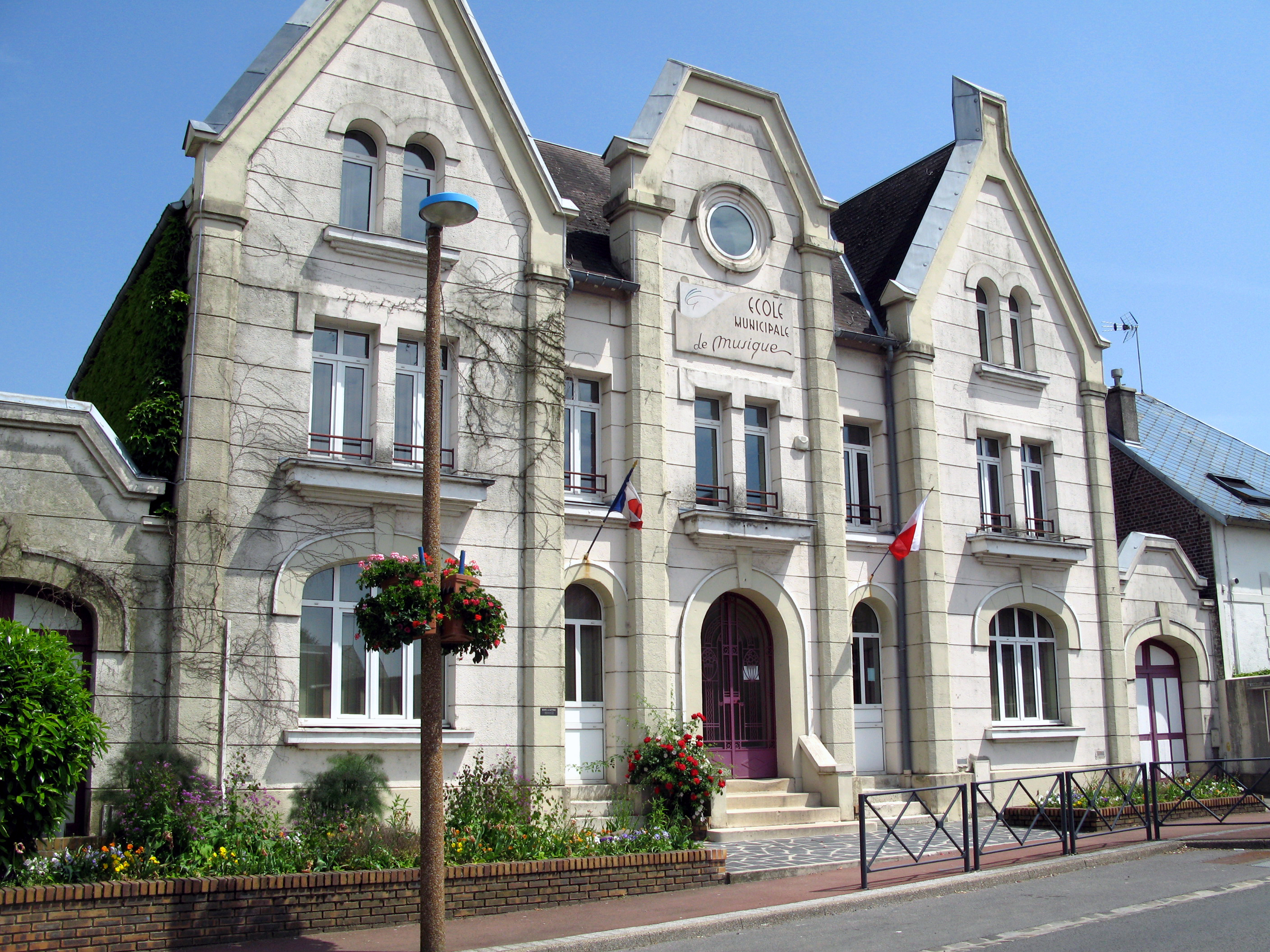
L'école municipale de musique.